# Cându, Mureș
Cându este un sat în comuna Bereni din județul Mureș, Transilvania, România.

## Imagini

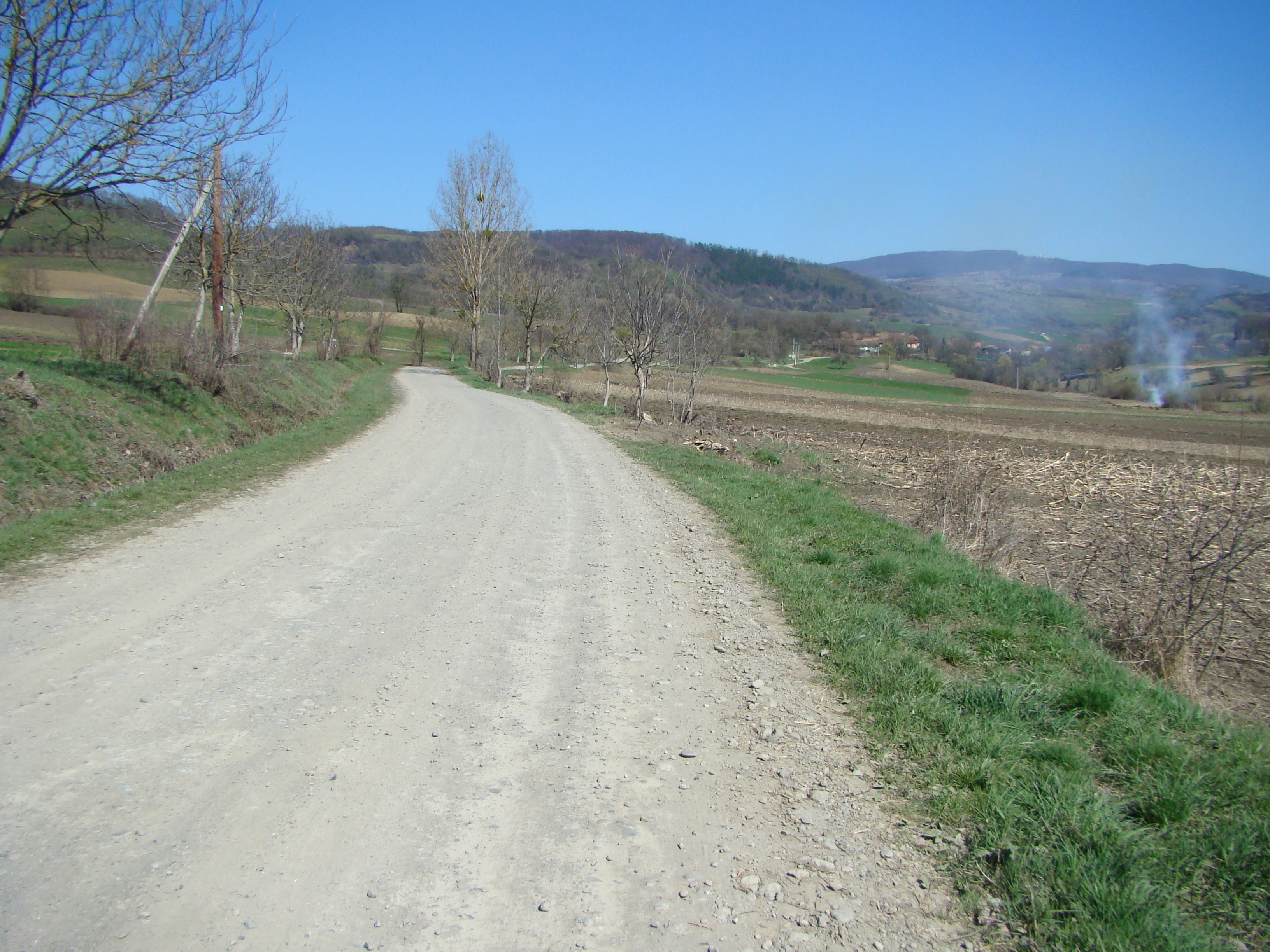
Drumul Mărculeni-Cându
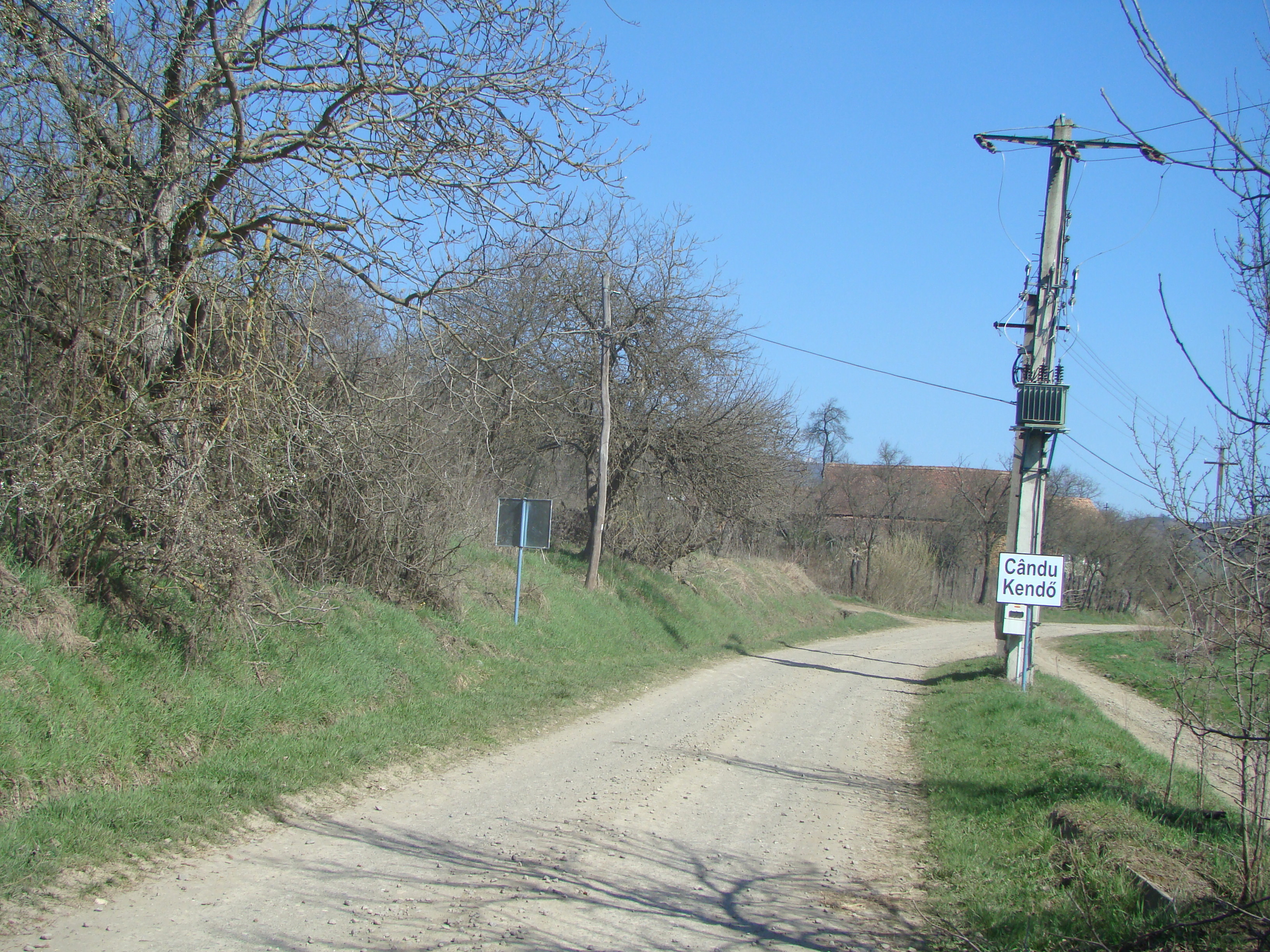
Intrarea în localitate
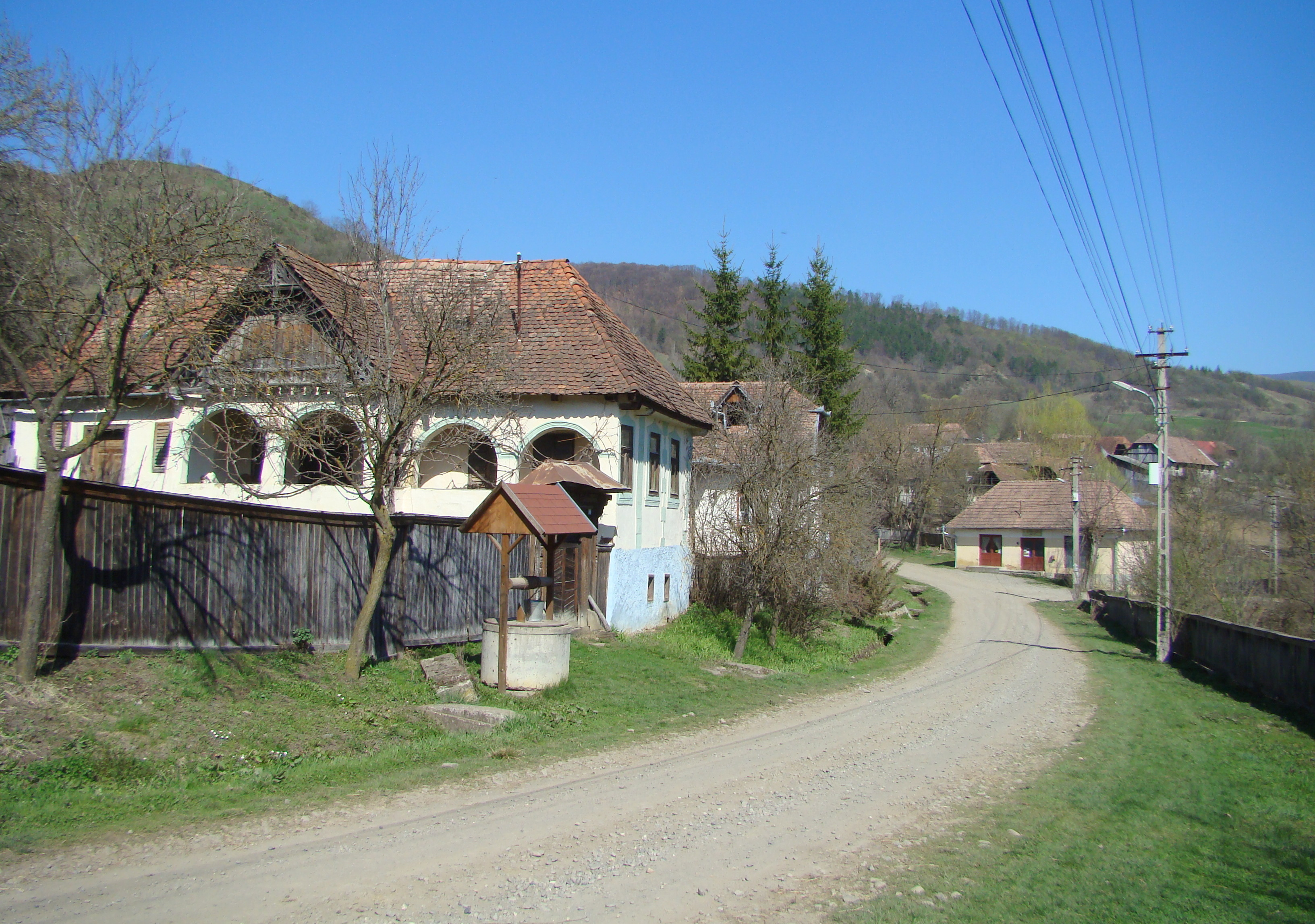
Strada principală
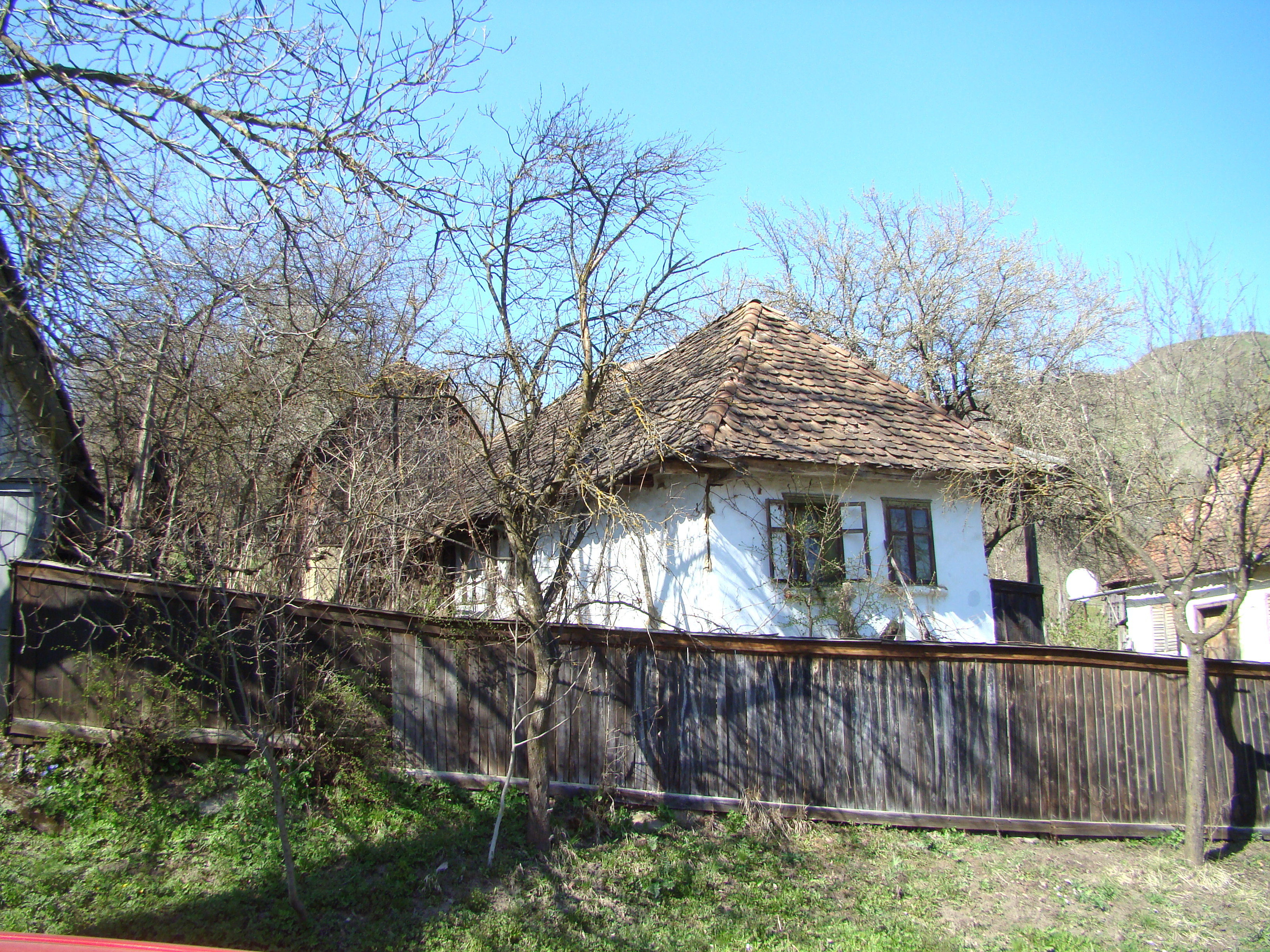
Casă tradițională
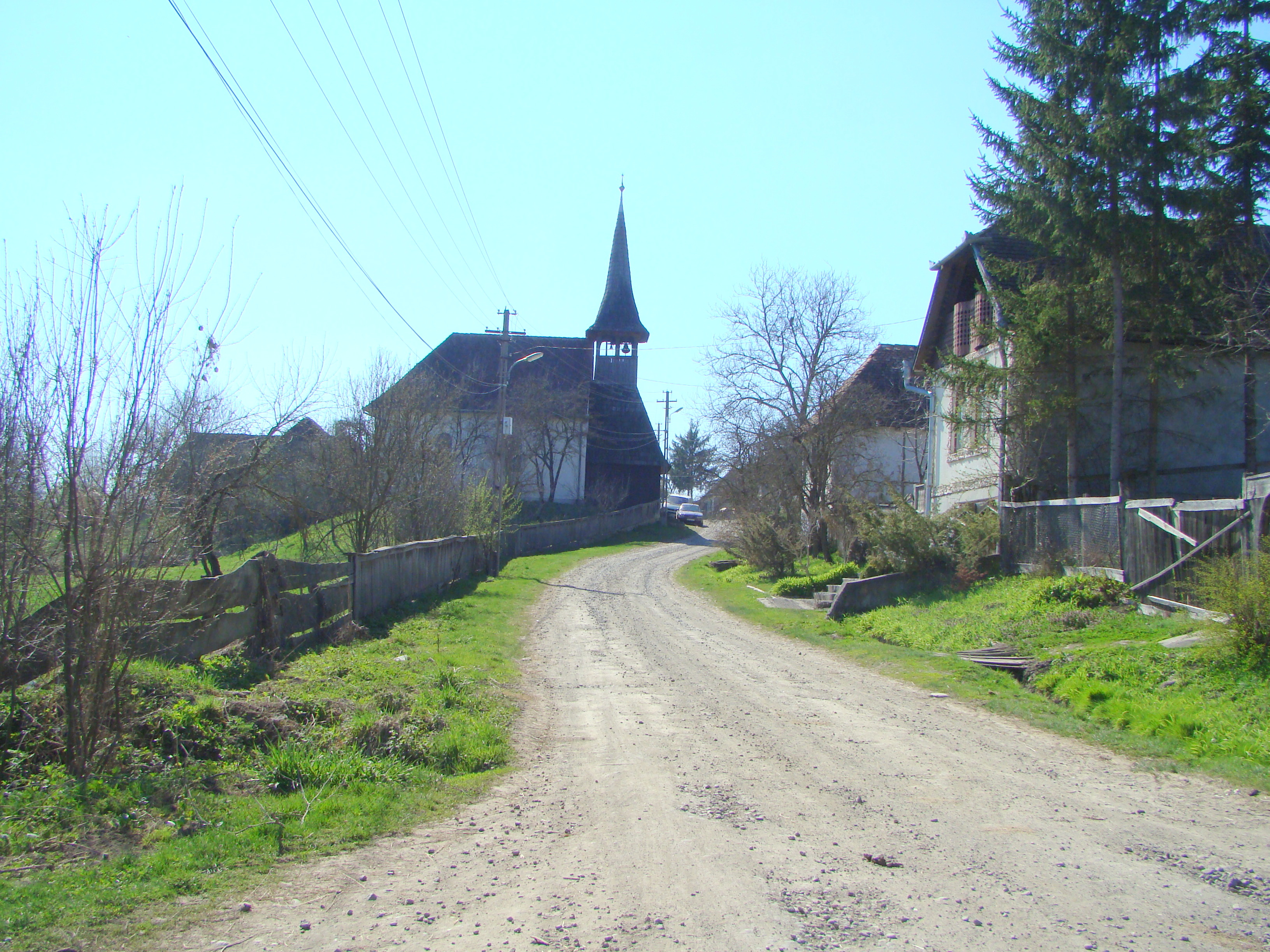
Biserica reformată (monument istoric)